# Агеева Слобода
Агеева Слобода — деревня в Юхновском районе Калужской области России. Входит в состав сельского поселения «Деревня Погореловка».

## География
Расположена на левобережье реки Угра в 9 км от Юхнова. По восточному краю деревни протекает приток Угры, к югу от деревни расположен пруд. На юго-восток от деревни на берегу расположена база отдыха «Угра».

## История
Входила в упразднённый Крюковский сельсовет.
В годы Великой Отечественной войны район был оккупирован гитлеровскими войсками;  деревня Агеева Слобода в 12 колхозных дворов была уничтожена (Сожженные деревни России, 1941–1944: Документы и материалы). 

## Население
| 2002 | 2010 |
| ---- | ---- |
| 10   | ↘2   |